# Bill Koch
William Conrad „Bill” Koch (ur. 7 czerwca 1955 w Brattleboro) – amerykański biegacz narciarski, srebrny medalista olimpijski, brązowy medalista mistrzostw świata oraz zdobywca Pucharu Świata.

## Kariera
Bill Koch karierę zaczynał jako kombinator norweski. Ponieważ był znacznie lepszy w biegach niż w skokach, postanowił przerzucić się wyłącznie na biegi narciarskie. Na arenie międzynarodowej zadebiutował w 1974 r. podczas Mistrzostw Europy w Narciarstwie Klasycznym, gdzie zdobył brązowy medal. Był to pierwszy medal dla amerykańskiego biegacza narciarskiego na zawodach tej rangi.
Igrzyska olimpijskie w Innsbrucku w 1976 r. były jego olimpijskim debiutem. Osiągnął tam swój największy sukces w karierze zdobywając srebrny medal w biegu na 30 km stylem klasycznym, ulegając jedynie Siergiejowi Sawieljewowi ze Związku Radzieckiego. Na tych samych igrzyskach był też między innymi szósty w sztafecie oraz w biegu na 15 km. Podczas igrzysk olimpijskich w Lake Placid jego najlepszym wynikiem było 13. miejsce w biegu na 50 km stylem klasycznym. Cztery lata później, na igrzyskach olimpijskich w Sarajewie na tym samym dystansie było siedemnasty. Startował także na igrzyskach olimpijskich w Albertville w 1992 r., gdzie zajął jednak dopiero 42. miejsce w biegu na 30 km techniką klasyczną.
W 1978 r. wziął udział w mistrzostwach świata w Lahti, gdzie jego najlepszym wynikiem było dziewiąte miejsce w sztafecie. Startował także na mistrzostwach świata w Oslo w 1982 r. Tam osiągnął kolejny znakomity wynik zdobywając brązowy medal w biegu na 30 km stylem dowolnym. Wyprzedzili go jedynie zwycięzca Thomas Eriksson ze Szwecji oraz Norweg Lars Erik Eriksen.
Najlepsze wyniki w Pucharze Świata osiągnął w sezonie 1981/1982, kiedy to triumfował w klasyfikacji generalnej. Ponadto w sezonie 1982/1983 zajął trzecie miejsce w klasyfikacji generalnej.

## Osiągnięcia

### Igrzyska olimpijskie
| Miejsce | Dzień     | Rok  | Miejscowość | Konkurencja             | Czas biegu | Strata   | Zwycięzca          |
| ------- | --------- | ---- | ----------- | ----------------------- | ---------- | -------- | ------------------ |
| 2.      | 5 lutego  | 1976 | Innsbruck   | 30 km stylem klasycznym | 1:30:29,38 | +28,46   | Siergiej Sawieljew |
| 6.      | 8 lutego  | 1976 | Innsbruck   | 15 km stylem klasycznym | 43:58,47   | +1:33,75 | Nikołaj Bażukow    |
| 6.      | 11 lutego | 1976 | Innsbruck   | Sztafeta 4 × 10 km      | 2:07:59,72 | +3:41,63 | Finlandia          |
| 13.     | 14 lutego | 1976 | Innsbruck   | 50 km stylem klasycznym | 2:37:30,05 | +7:04,64 | Ivar Formo         |
| DNF     | 14 lutego | 1980 | Lake Placid | 30 km stylem klasycznym | 1:27:02,80 | -        | Nikołaj Zimiatow   |
| 16.     | 17 lutego | 1980 | Lake Placid | 15 km stylem klasycznym | 41:57,63   | +1:40,93 | Thomas Wassberg    |
| 8.      | 20 lutego | 1980 | Lake Placid | Sztafeta 4 × 10 km      | 1:57:03,46 | +7:08,71 | ZSRR               |
| 13.     | 23 lutego | 1980 | Lake Placid | 50 km stylem klasycznym | 2:27:24,60 | +7:07,02 | Nikołaj Zimiatow   |
| 21.     | 10 lutego | 1984 | Sarajewo    | 30 km stylem dowolnym   | 1:28:56,3  | +4:48,1  | Nikołaj Zimiatow   |
| 27.     | 13 lutego | 1984 | Sarajewo    | 15 km stylem klasycznym | 41:25,6    | +2:28,1  | Gunde Svan         |
| 8.      | 16 lutego | 1984 | Sarajewo    | Sztafeta 4 × 10 km      | 1:55:06,3  | +4:46,0  | Szwecja            |
| 17.     | 19 lutego | 1984 | Sarajewo    | 50 km stylem klasycznym | 2:15:55,8  | +8:06,5  | Thomas Wassberg    |
| 42.     | 10 lutego | 1992 | Albertville | 30 km stylem klasycznym | 1:22:27,8  | +8:13,8  | Vegard Ulvang      |

### Mistrzostwa świata
| Miejsce | Dzień     | Rok  | Miejscowość | Konkurencja             | Czas biegu | Strata   | Zwycięzca          |
| ------- | --------- | ---- | ----------- | ----------------------- | ---------- | -------- | ------------------ |
| 46.     | 19 lutego | 1974 | Falun       | 15 km stylem klasycznym | 41:39,09   | +2:55,63 | Magne Myrmo        |
| 12.     | 21 lutego | 1974 | Falun       | Sztafeta 4 × 10 km      | 2:03:15,85 | +8:23,60 | NRD                |
| 33.     | 19 lutego | 1978 | Lahti       | 30 km stylem klasycznym | 1:32:56,00 | +6:11,92 | Siergiej Sawieljew |
| 15.     | 22 lutego | 1978 | Lahti       | 15 km stylem klasycznym | 49:09,37   | +1:26,63 | Józef Łuszczek     |
| 9.      | 23 lutego | 1978 | Lahti       | Sztafeta 4 × 10 km      | 2:05:17,63 | +4:48,75 | Szwecja            |
| 3.      | 20 lutego | 1982 | Oslo        | 30 km stylem dowolnym   | 1:21:52,3  | +22,5    | Thomas Eriksson    |
| 21.     | 23 lutego | 1982 | Oslo        | 15 km stylem dowolnym   | 38:52,5    | +2:26,2  | Oddvar Brå         |

### Puchar Świata
W sezonach 1973/1974 - 1980/1981 Puchar Świata rozgrywany był nieoficjalnie.

#### Miejsca w klasyfikacji generalnej
- sezon 1975/1976: 8.
- sezon 1977/1978: 23.
- sezon 1978/1979: ?
- sezon 1979/1980: 11.
- sezon 1980/1981: ?
- sezon 1981/1982: 1.
- sezon 1982/1983: 3.
- sezon 1983/1984: 54.

#### Miejsca na podium
| Nr  | Dzień       | Rok  | Miejscowość   | Konkurencja             | Czas biegu | Pozycja | Strata | Zwycięzca       |
| --- | ----------- | ---- | ------------- | ----------------------- | ---------- | ------- | ------ | --------------- |
| 1.  | 17 stycznia | 1976 | Reit im Winkl | 15 km                   | ?          | 3       | ?      | Arto Koivisto   |
| 2.  | 24 stycznia | 1976 | Ramsau        | 30 km                   | ?          | 3       | ?      | Ivar Formo      |
| 3.  | 12 stycznia | 1980 | Reit im Winkl | 15 km                   | ?          | 2       | ?      | Ove Aunli       |
| 4.  | 16 stycznia | 1982 | Le Brassus    | 15 km stylem klasycznym | ?          | 1       | -      | -               |
| 5.  | 24 stycznia | 1982 | Brusson       | 30 km stylem klasycznym | ?          | 1       | -      | -               |
| 6.  | 20 lutego   | 1982 | Oslo          | 30 km stylem dowolnym   | 1:21:52,3  | 3       | +22,5  | Thomas Eriksson |
| 7.  | 12 marca    | 1982 | Falun         | 30 km stylem klasycznym | ?          | 1       | -      | -               |
| 8.  | 27 marca    | 1982 | Castelrotto   | 15 km stylem dowolnym   | ?          | 1       | -      | -               |
| 9.  | 14 stycznia | 1983 | Reit im Winkl | 15 km stylem klasycznym | ?          | 2       | ?      | Jan Ottosson    |
| 10. | 12 lutego   | 1983 | Sarajewo      | 30 km stylem klasycznym | ?          | 1       | -      | -               |
| 11. | 19 marca    | 1983 | Anchorage     | 15 km stylem klasycznym | ?          | 3       | ?      | Gunde Svan      |